# Портал (архитектура)
Портал (лат. porta — дверь, ворота) — архитектурно оформленный  вход в здание. В древности функцию портала выполняли пилоны (греч. Πυλών, от πυλai — ворота, вход) —  опорные столбы квадратного или прямоугольного сечения (в отличие от круглой колонны или плоской пилястры). Парные трапециевидные пилоны обрамляют вход  в древнеегипетские храмы. В античной и средневековой архитектуре пилоны служат опорой арок и сводов, оформляют пропилеи и порталы.  В Древней Греции пропилеи (др.-греч. προπύλαιον, от др.-греч. προ — перед и др.-греч. πύλαι — ворота) — парадный проход, проезд, образованный портиками. В архитектуре Ближнего и Среднего Востока — айван, пештак. Поэтому собственно порталом следует называть оформление входов зданий в западноевропейской архитектуре.

## Композиция порталов
Портал  создаётся для того, чтобы усилить впечатление, подчеркнуть, выделить, зрительно акцентировать вход в здание. Поэтому порталы чаще всего используются архитекторами в  культовых, дворцовых и престижных общественных сооружениях.
Один из композиционных приёмов:  зрительное удвоение, подчёркивание «рамы входа» с помощью наличников, сандриков, карнизов, пьедесталов, волют и фронтонов. Порталы оформляются также скульптурой и рельефами. В таких случаях портал напоминает многократно повторённый формальными средствами  вход, который постепенно разрастается и увеличивается вокруг центральной оси. Таковы, например, заглублённые, с многократно повторенными в глубину  арками, «перспективные порталы» романских  и  готических соборов Средневековья. В ранней романике, например, в архитектуре средневековой Вероны,  порталы храмов оформляли цилиндрическим сводом, опирающимся на колонки, которые, в свою очередь, опираются на спины львов (символы стражей входа). Иногда такие порталы перекрывали двускатной кровлей и они становились похожими на миниатюрный храм. Не случайно такие порталы повторяли внутри, в нартексе церкви, как бы предваряющими вход в основное помещение — наос. Такие же порталы имеют средневековые  леттнеры. 
Композиция перспективных порталов из полуциркульных (нем. Rundbogenportale), а затем и стрельчатых арок складывалась в XII—XIII веках. Количество перспективных порталов западных фасадов готических соборов соответствовало числу нефов внутри. Поэтому обычно их было три. Каждому порталу давали имя, например в соборах Реймса, Фрайберга, Парижа. Так порталы собора Парижской Богоматери  именуют Порталом Девы (северный), Порталом Страшного суда (центральный) и Порталом Святой Анны (южный). Они имеют откосы («щёки») и последовательно сходящиеся в глубину ряды архивольтов и колонок, оформленных скульптурами. В тимпане фронтона центрального портала изображали Христа на троне или в мандорле, сцену Коронования Девы либо Страшного суда. По сторонам, на консолях — ветхозаветные и новозаветные персонажи: пророки, праотцы, апостолы.
Аналогии западноевропейским порталам имеются в древнерусской  архитектуре владимиро-суздальской и московской школ. Они привнесены на Русь западноевропейскими зодчими. В архитектуре барокко  XVII—XVIII веков и неоренессанс а XIX  века динамичная форма перспективных порталов снова оказалась востребованной.

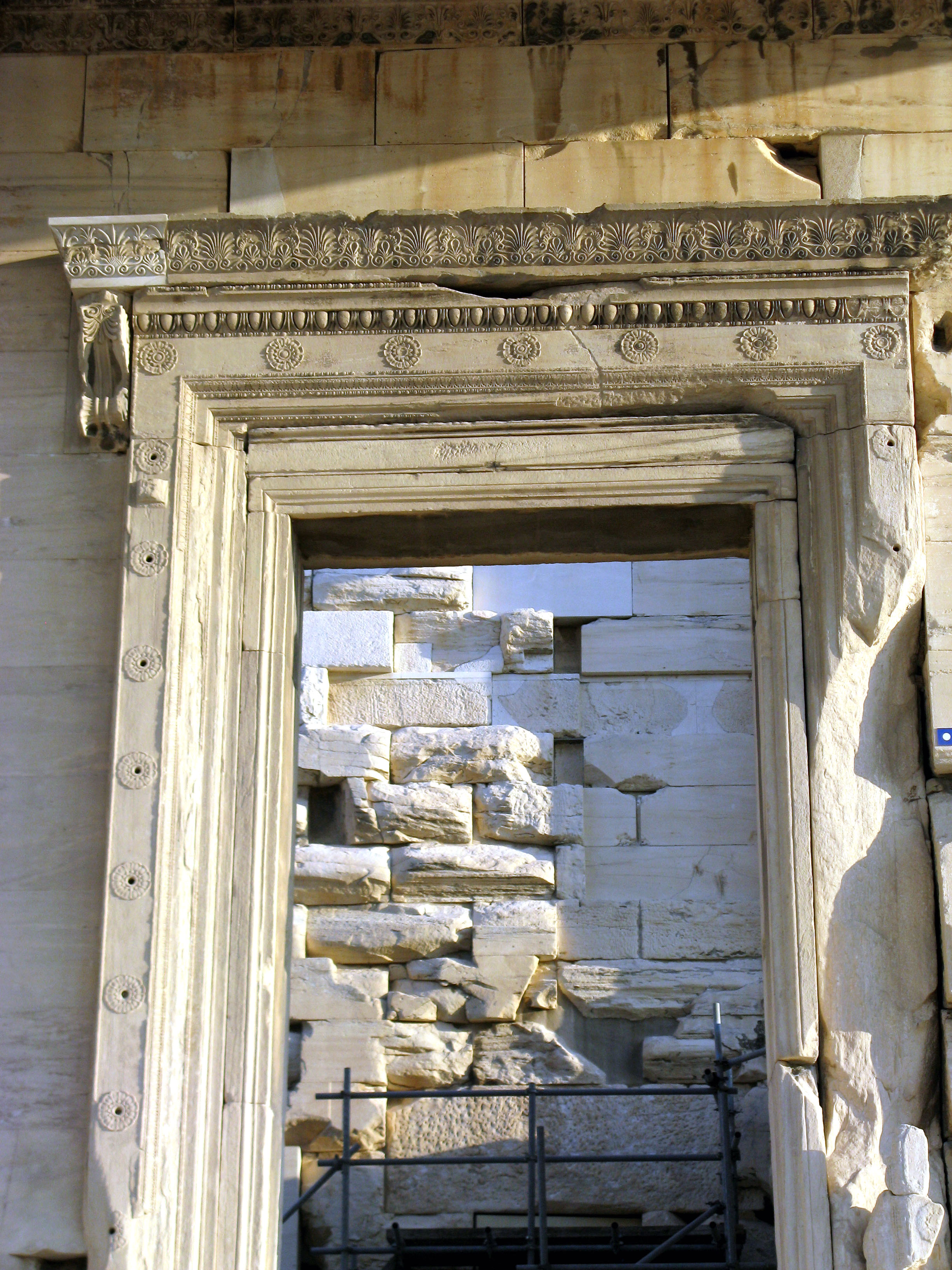
Портал Эрехтейона афинского Акрополя
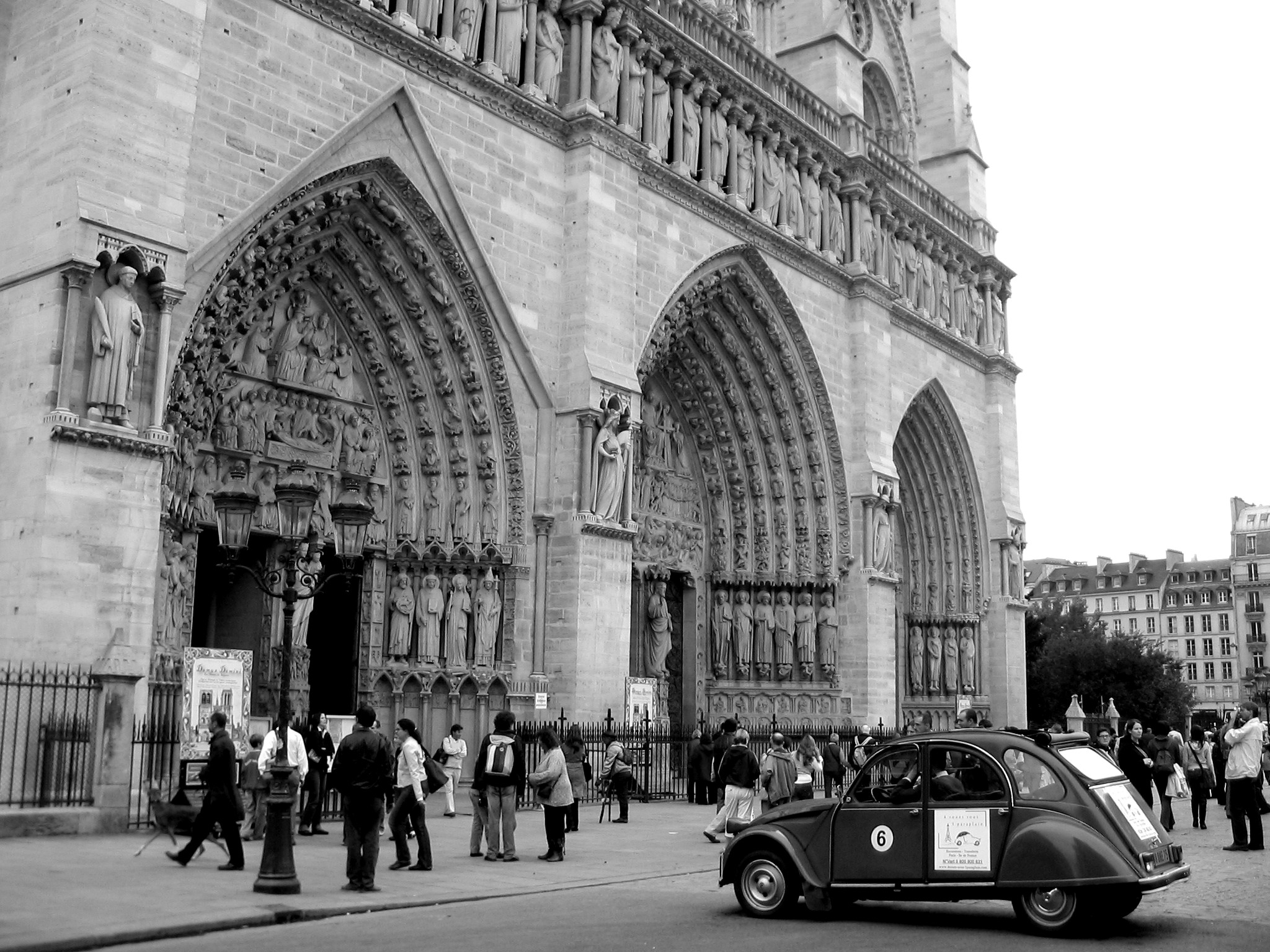
"Перспективные порталы" фасада собора Парижской Богоматери